# Фінал кубка Німеччини з футболу 2020
Фінал Кубка Німеччини з футболу 2020 — фінальний матч розіграшу кубка Німеччини сезону 2019—2020 відбувся 4 липня 2020 року. У поєдинку зустрілися леверкузенський «Баєр 04» та мюнхенська «Баварія». Перемогу з рахунком 4:2 здобула «Баварія».
| Володар Кубка Німеччини 2019—2020 |
| --------------------------------- |
|                                   |
| «Баварія» Двадцятий титул         |

## Учасники
| Клуб      | Участей | Роки (жирним виділено перемоги) |
| --------- | ------- | --- |
| «Баєр 04» | 3       | 1993, 2002, 2009 |
| «Баварія» | 23      | 1957, 1966, 1967, 1969, 1971, 1982, 1984, 1985, 1986, 1998, 1999, 2000, 2003, 2005, 2006, 2008, 2010, 2012, 2013, 2014, 2016, 2018, 2019 |

## Шлях до фіналу
| Раунд                                                   | Противник          | Рахунок |
| ------------------------------------------------------- | ------------------ | ------- |
| 1/32                                                    | «Алеманія» (Г)     | 4–1     |
| 1/16                                                    | «Падерборн 07» (Д) | 1–0     |
| 1/8                                                     | «Штутгарт» (Д)     | 2–1     |
| 1/4                                                     | «Уніон» (Д)        | 3–1     |
| 1/2                                                     | «Саарбрюкен» (Г)   | 3–0     |
| (Д) = Вдома; (Г) = У гостях; (Н) = На нейтральному полі |                    |         |

| Раунд                                                   | Противник                           | Рахунок |
| ------------------------------------------------------- | ----------------------------------- | ------- |
| 1/32                                                    | «Енергі» (Г)                        | 3–1     |
| 1/16                                                    | «Бохум» (Г)                         | 2–1     |
| 1/8                                                     | «Гоффенгайм 1899» (Д)               | 4–3     |
| 1/4                                                     | «Шальке 04» (Г)                     | 1–0     |
| 1/2                                                     | «Айнтрахт» (Франкфурт-на-Майні) (Д) | 2–1     |
| (Д) = Вдома; (Г) = У гостях; (Н) = На нейтральному полі |                                     |         |

## Матч

### Історія
Першочергово фінальний матч планували зіграти 23 травня 2020 року. Однак свої корективи у перебіг подій вніс COVID-19 і 24 квітня 2020 року Німецький футбольний союз переніс проведення матчу на пізніший термін. 11 травня 2020 року була ухвалене рішення зіграти матч 4 липня 2020 року без присутності глядачів.

### Деталі
| 4 липня 2020 20:00 CEST |

| Баєр 04                           | 2–4      | Баварія (Мюнхен)                            |
| --------------------------------- | -------- | ------------------------------------------- |
| С. Бендер 64' Гаверц 90+5' (пен.) | Протокол | Алаба 16' Гнабрі 24' Левандовський 59', 89' |

| Олімпійський стадіон, Берлін Глядачів: 0 Арбітр: Тобіас Вельц (Вісбаден) |

|  |  |

| В                | 1  | Лукаш Градецький     |     |     |
| З                | 18 | Венделл              | 28' |     |
| З                | 12 | Едмонд Тапсоба       |     |     |
| З                | 5  | Свен Бендер          |     |     |
| З                | 8  | Ларс Бендер (к)      |     | 82' |
| ПЗ               | 15 | Юліан Баумгартлінгер |     | 46' |
| ПЗ               | 20 | Чарлес Арангіс       |     |     |
| ПЗ               | 9  | Леон Бейлі           |     | 76' |
| ПЗ               | 25 | Надім Амірі          |     | 46' |
| ПЗ               | 11 | Мусса Діабі          |     |     |
| Н                | 29 | Кай Гаверц           |     |     |
| Запасні:         |    |                      |     |     |
| В                | 28 | Рамазан Езджан       |     |     |
| З                | 4  | Джонатан Та          |     |     |
| З                | 6  | Александар Драгович  |     |     |
| З                | 23 | Мітчелл Вайзер       |     | 82' |
| ПЗ               | 10 | Керем Демірбай       |     | 46' |
| ПЗ               | 27 | Флоріан Віртц        |     |     |
| ПЗ               | 38 | Карім Белларабі      |     | 76' |
| Н                | 13 | Лукас Аларіо         |     |     |
| Н                | 31 | Кевін Фолланд        |     | 46' |
| Головний тренер: |    |                      |     |     |
| Петер Бош        |    |                      |     |     |

| В                | 1  | Мануель Ноєр (к)     |     |     |
| З                | 19 | Альфонсо Дейвіс      |     |     |
| З                | 27 | Давід Алаба          |     |     |
| З                | 17 | Жером Боатенг        |     | 69' |
| З                | 5  | Бенжамен Павар       |     |     |
| ПЗ               | 32 | Йозуа Кімміх         |     |     |
| ПЗ               | 18 | Леон Горецка         |     |     |
| ПЗ               | 29 | Кінгслі Коман        |     | 64' |
| ПЗ               | 25 | Томас Мюллер         |     | 87' |
| ПЗ               | 22 | Серж Гнабрі          |     | 87' |
| Н                | 9  | Роберт Левандовський | 67' |     |
| Запасні:         |    |                      |     |     |
| В                | 26 | Свен Ульрайх         |     |     |
| З                | 2  | Альваро Одріосола    |     |     |
| З                | 4  | Ніклас Зюле          |     |     |
| З                | 21 | Лукас Ернандес       |     | 69' |
| ПЗ               | 6  | Тьяго                |     | 87' |
| ПЗ               | 10 | Філіппе Коутінью     |     | 87' |
| ПЗ               | 11 | Мікаель Кюїзанс      |     |     |
| Н                | 14 | Іван Перишич         |     | 64' |
| Н                | 35 | Джошуа Зіркзе        |     |     |
| Головний тренер: |    |                      |     |     |
| Ганс-Дітер Флік  |    |                      |     |     |